# 선덕여왕

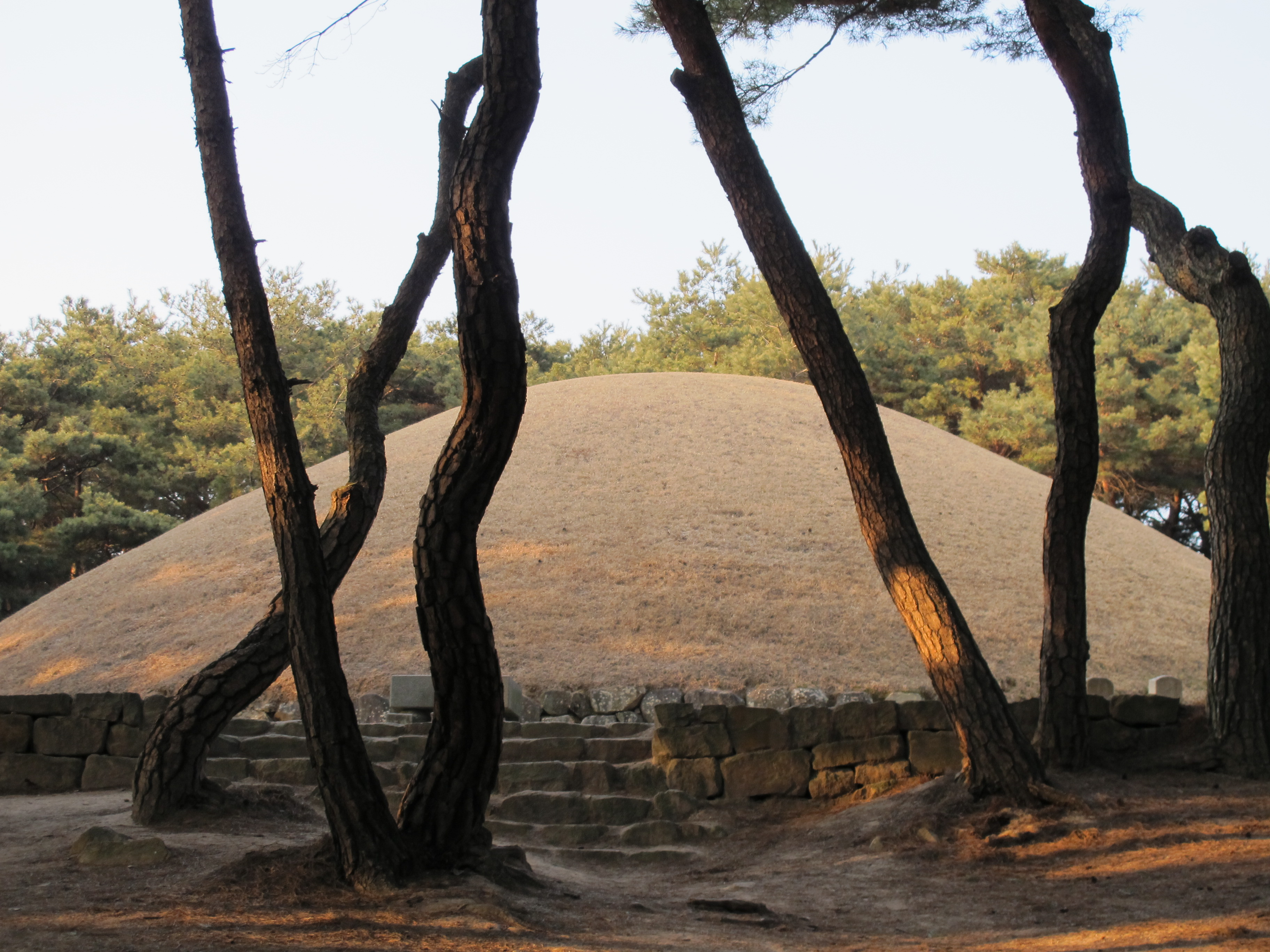
경주 선덕여왕릉

선덕여왕(善德女王, ? ~ 647년 2월 20일(율리우스력 2월 17일, 음력 1월 8일), 재위: 632년 음력 1월 ~ 647년 2월 20일)은 신라의 제27대 여왕이며 한국사 최초의 여왕이다.
성은 김(金), 휘는 덕만(德曼)이다. 진평왕과 마야부인 김씨(摩耶夫人 金氏)의 딸이며, 진평왕의 뒤를 이어 즉위하였다. 재위 중인 632년부터 633년까지 건복(建福)의 연호를 사용하였고, 634년 인평(仁平)으로 개원하였다.

## 생애
출생연도에 관한 기록이 남아있지 않다. 다만 즉위 당시 50세 전후의 나이로 학자들은 추정한다. 《삼국사기》에는 진평왕의 맏이로, 《삼국유사》에는 형제자매 서열에 관한 기록이 없이 진평왕의 딸로만 기록되었다.
진평왕이 아들 없이 죽자, 화백회의에서 진평왕의 왕녀인 덕만을 새로운 왕으로 추대하여, "성스러운 조상의 혈통을 이어받은 여황제"라는 뜻을 가진 성조황고(聖祖皇姑)라는 존호를 올렸다. 《삼국유사》 왕력(王曆) 편은 “김씨 성골의 남자가 다하였으므로 여왕이 왕으로 선 것이다” 라고 밝히고 있다.
즉위한 해인 건복 49년(632년)에 을제(乙祭) 또는 을찬(乙粲)으로 하여금 국정을 총괄케 하고, 각지에 관리를 파견하여 홀아비, 홀어미, 고아, 독거노인 등 어려운 처지의 사람들을 돕게 하였으며, 당에 사신을 파견하였다.
건복 50년(633년) 정월에는 스스로 신궁에 제사를 올리고 여러 주·군의 조세를 1년간 감해 주었다. 또한 8월에 백제가 서쪽 변경을 침공했다.
즉위 3년째인 건복 51년(634년)부터 인평(仁平)이라는 연호를 사용하기 시작하였으며, 이 해에 분황사(芬皇寺)가 완공되었다.
인평 2년(635년) 겨울에는 이찬 수품(水品)과 용수(龍樹)를 시켜 각지의 민심을 위로하게 하였다. 또한 당으로부터 주국 낙랑군공 신라왕(柱國樂浪郡公新羅王)에 봉해졌다.
인평 3년(636년) 정월에는 수품을 상대등으로 삼았다. 3월에 병이 나자 이를 기양하기 위해 황룡사(皇龍寺)에서 큰 법회를 열었다. 같은 해, 자장법사가 불법을 배우기 위해 당으로 들어갔다. 5월에 백제 장군 우소가 여근곡에 쳐들어오자 알천, 필탄 두 장군을 보내 이를 무찔렀다.
인평 5년(638년) 10월에는 고구려가 칠중성을 공격해 왔고, 다시 대장군 알천을 파견해 이를 격퇴하고 불안한 민심을 달랬다.
인평 6년(639년), 북부 국경을 방비하기 위해 하슬라(荷瑟羅)를 북소경(北小京)으로 삼고 사찬 진주(眞珠)를 보내 지키게 하였다.
인평 7년(640년)에는 귀족 자제들을 유학생으로서 당의 국자감에 입학하게 하였다.
인평 9년(642년) 정월에 다시 당에 조공하였다. 7월에 백제의 의자왕이 이끄는 군사들이 신라의 서쪽 40여 개 성을 함락시키고, 여기에 지 당과의 외교 거점이었던 당항성을 공격해오자 당에 사신을 보내 구원을 청하였다. 8월에 백제가 대야성을 함락시켰고, 김춘추의 사위인 이찬 품석(品釋) 등을 죽였다. 정세가 불리해지자 왕은 김춘추를 고구려에 보내어 동맹을 요청하였다. 그러나 고구려의 보장왕은 신라가 차지한 죽령 이북의 땅을 반환할 것을 선제 조건으로 요구하였지만 김춘추가 거절하였기에 그를 감금하였다. 협상이 결렬되자 왕이 김유신을 보내 한강 북부까지 진격하니 보장왕은 김춘추를 풀어주었다.
인평 10년(643년) 정월에도 당에 토산품을 바쳤다. 9월에 당에 사신을 보내 구원을 청하였으나 당 태종은 이를 거절하였고, 인평 11년(644년) 정월에 신라는 다시 당에 조공을 바쳤다. 이에 당 태종이 고구려에 사신을 보내 공격을 멈추라고 종용하였다. 이에 연개소문은 “일전에 고구려와 수나라가 전쟁을 벌일 때 그 틈을 타서 신라가 빼앗아간 우리의 영토 500리를 돌려주기 전에는 싸움을 멈출 수 없다”며 거절하였다. 9월에 왕은 김유신을 대장군으로 삼고 백제를 공격하여 일곱 성을 빼앗았다.
인평 12년(645년) 정월에도 당에 조공을 바쳤다. 백제와의 전쟁은 계속되었다. 자장법사의 건의로 3월에 황룡사탑을 세웠다. 5월 당 태종이 고구려를 침략하자 군사 3만을 파견하여 이를 도왔다. 그러나 그 사이에 백제에게 일곱 성을 빼앗겼다. 11월에는 비담을 상대등으로 삼았다.
재위 마지막 해인 647년 정월, 상대등 비담이 염종(廉宗)과 함께 “여자 군주는 나라를 잘 다스릴 수 없다.(女主不能善理)”라는 기치를 내걸고 반란을 일으켰다. 왕은 월성에 진을 치고 김유신을 파견하여 비담을 상대하게 하였다.
반란 와중인 1월 8일에 승하하였다. 시호를 ‘선덕(善德)’이라 하였고, 일전에 예언한 것처럼 낭산(狼山)의 남쪽에 장사지냈다.

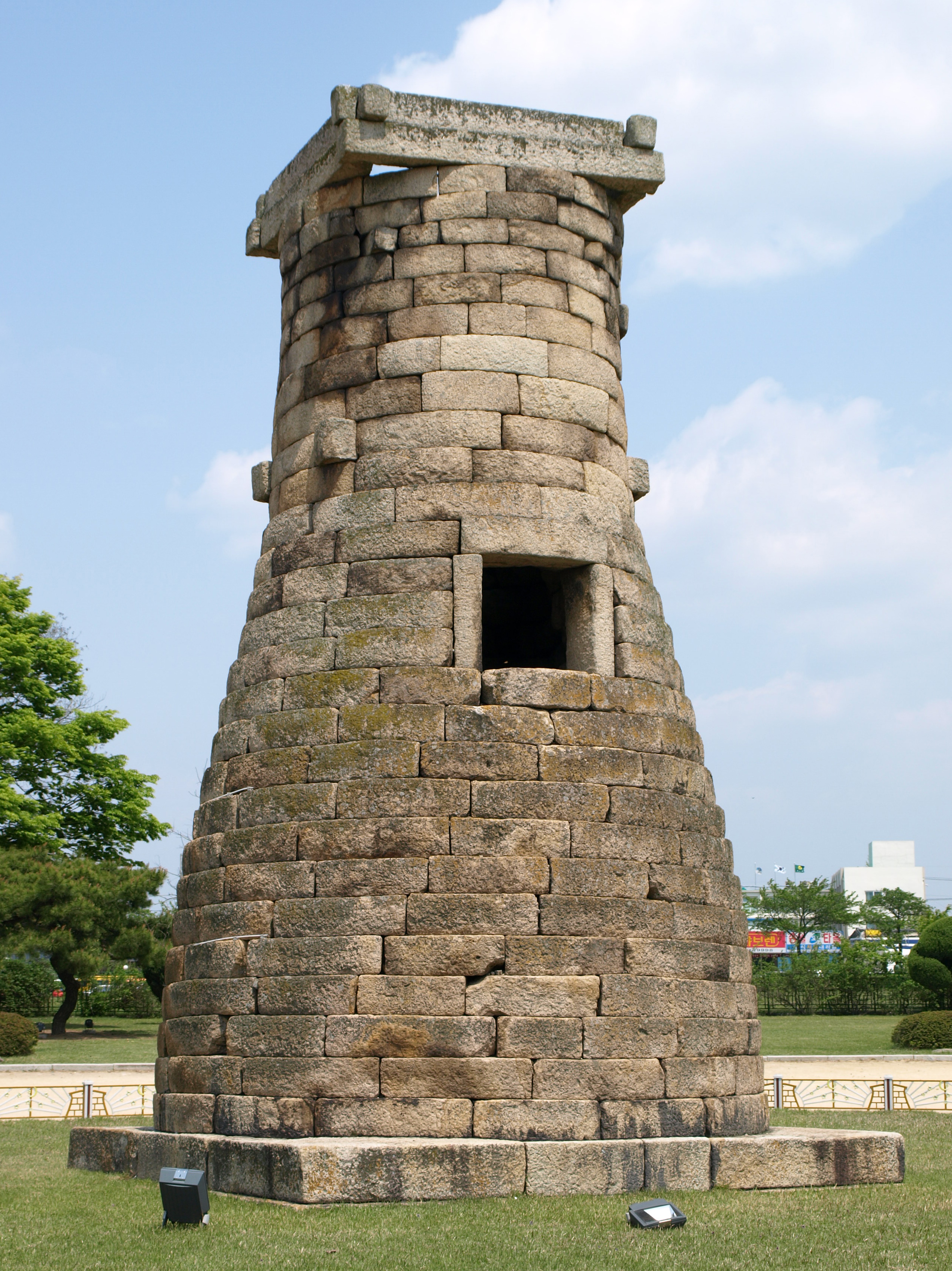
경주 첨성대

## 사찰 및 첨성대 건립
선덕여왕은 재위 초반 민생의 안정에 주력하여 가난한 이들을 보살피도록 하는 구휼정책을 활발히 추진하였으며, 동아시아에 현존하는 가장 오래된 천문대인 첨성대를 건립하여 농사에 도움이 되게 하였다. 또한 재위 기간에 분황사(芬皇寺)와 영묘사(靈妙寺) 등의 사찰을 건립하였다.
특히 선덕여왕은 웅대한 호국의 의지가 담긴 거대한 황룡사 9층 목탑을 세웠다. 황룡사 9층 목탑은 높이 80m의 거대한 탑으로 이를 모두 9층으로 한 이유는 이웃의 9적을 물리쳐서 복속시키기 위해 나라 이름을 새겨넣은 것이다.

## 왕이 미리 안 세 가지 일
《삼국유사》에는 "선덕왕이 미리 안 세가지 일(善德王知幾三事)"이 수록되어 있다.

### 당 태종의 모란꽃
즉위년인 632년, 당 태종은 빨강, 자주, 하얀색의 모란 그림과 그 씨앗을 선물로 보냈다. 왕은 이를 보고 “이 꽃은 향기가 없을 것이다”라고 하였는데, 씨앗을 심어보니 과연 그랬다. 훗날 신하들이 이 일을 물어보니 왕은 “꽃 그림에 나비가 없었다. 이는 배우자 없는 나를 희롱한 것이다.”라고 답했다. 일연은 이 고사를 소개한 뒤, 당 태종이 신라에 세 여왕(선덕, 진덕, 진성)이 있을 것으로 짐작한 점도 함께 칭찬하고 있다.
《삼국사기》에서는 이 일이 진평왕 말년에 벌어진 일로 묘사되어 있다.

### 여근곡의 백제 군사
왕은 즉위 4년인 635년, 영묘사(靈廟寺)를 세운 적이 있었다. 그런데 어느 겨울날, 영묘사 옥문지(玉門池)에 개구리가 사나흘 동안 운 일이 있었다. 이에 왕은 각간 알천(閼川), 필탄(弼呑)에게 병사 2천을 주어 서라벌 서쪽 부산(富山) 아래 여근곡(女根谷)을 습격하게 하였다. 여근곡에는 백제 장수 우소(亏召)가 매복해 있었는데, 알천과 필탄은 이를 쳐서 모두 죽였다.
훗날 신하들이 이 일을 물어보니 왕은 “개구리가 심히 우는 모습은 병사의 모습이요, 옥문이란 여자의 음부를 가리킨다. 여자는 음이고, 그 빛은 백색인데, 이는 서쪽을 뜻한다. 또한 남근이 여근에 들어가면 죽는 법이니 그래서 쉽게 잡을 수 있었다.”라고 답하였다.
삼국사기에서는 옥문지에서 개구리가 운 때를 즉위 5년인 636년 5월로 기록하고 있다.

### 왕의 승하 그리고 도리천
어느날 왕이 신하들을 불러 “내가 죽으면 도리천(忉利天)에 장사지내도록 하라. 이는 낭산(狼山) 남쪽에 있다.” 라고 하였다. 이후 왕이 죽은 뒤 신하들은 왕을 낭산 남쪽에 장사지냈다. 이후 679년 문무왕 대에 이르러 선덕왕의 무덤 아래 사천왕사(四天王寺)를 세웠다. 이는 불경에 “사천왕천(四天王天) 위에 도리천이 있다”라는 내용이 실현된 것이었다.

### 기타 일화
- 《삼국유사》 탑상 편에 따르면, 자장법사가 왕에게 황룡사 9층 목탑 건설을 진언한 때는 643년이었다. (삼국사기는 645년으로 기록하고 있다) 이에 왕은 김용춘을 시켜 백제에서 기술자 2백 명을 맞아들여 탑을 지었다. 탑의 기둥을 세울 때, 백제 장인 아비지는 백제 멸망의 꿈을 꾸어 일을 멈추었다. 그때 노승 한 명, 장사 한 명이 나타나 기둥을 세우고 사라졌다. 이에 아비지는 마음을 고쳐먹고 탑을 완성했다.
- 《삼국유사》 신주 편에 따르면, 하루는 왕이 병이 깊어 홍륜사의 법척법사를 불러 치료했으나 소용이 없었다. 이에 밀본법사를 불러 침실 밖에서 경을 읽게 하였다. 경을 다 읽고 밀본은 막대기를 들어 침실 안으로 던졌다. 이에 늙은 여우 한 마리와 법척이 찔려 뜰 아래로 쓰러졌다. 이에 왕의 병이 당장 나았다.

## 평가
당대의 신라인들은 선덕여왕의 품성을 다음과 같이 평가하였다.
| “ | 성품이 너그럽고 어질며, 총명하고 민첩하였다.     | ” |
|   | — 《삼국사기》 권제5 신라본기 제5 선덕왕(善德王) |   |

하지만 안홍이 편찬한 《동도성립기(東都成立記)》에서는 다음과 같이 평가하였다.
| “ | 신라 제27대에 여왕이 왕이 되니 도는 있으나 위엄이 없어 구한이 침략하였다. | ” |
|   | — 《삼국유사》탑상 제4 황룡사구층탑 9층탑 관련 기록                       |   |

또한 당대의 신라인들은 삼국통일의 위업이 선덕왕대에 비롯되었다고 인식하고 있었다.
| “ | 탑을 세웠다 … 과연 삼한을 통합하였고, 군신이 안락함은 지금까지 그것에 힘입음이다. | ” |
|   | — 황룡사 9층 목탑 찰주본기                                                        |   |

그러나 전근대의 역사가들은 선덕여왕을 비판하였는데, 이유는 그들이 유학자였던 점에서 기인한다. 《삼국사기》의 저자 김부식은, 여성은 본질적으로 남성보다 열등하며 따라서 여왕을 세우는 것은 세상의 질서를 깨뜨리는 것이라고 보았다. 조선 후기의 실학자 안정복도 《동사강목》에서 여성의 즉위를 유교적 위계질서를 거스르는 것으로 간주했으며, 이에 더해 억불적 관점에서 선덕여왕의 사찰 건설을 비판하였다.
현대의 학자들은 선덕여왕의 선대인 진평왕 때부터 후대인 진덕여왕 대까지를 신라의 전환기로 평가한다. 진흥왕 대의 강력한 군사력과 대외적 유리함이 끝나고, 고구려와 백제가 연합하여 강국이었던 신라를 공격하면서 많은 사상자가 발생하였기 때문이다. 그러나 선덕여왕은 이의 대책으로 당과의 친선을 도모하고 불교를 진흥하여 백성을 단합함으로써 위기를 극복하고자 하였다. 그리고 재위 기간 동안 귀족 자제들을 당나라 국학에 입학시키고 황룡사에 9층 목탑을 세우는 등 다양한 문화적 업적을 쌓았고 대당외교(對唐外交)를 한층 긴밀히 하였으며 군사적으로는 김춘추와 김유신을 중용하여 삼국통일의 기반을 닦았다고 평가받는다.
하지만 군사적 실정과 무리한 사찰 건립에 따른 국력의 탕진으로 인한 부정적 평가도 존재한다.

## 연호
재위 중에 연호로 건복(建福)과 인평(仁平)을 사용하였다. 634년 봄 정월 인평으로 개원하였다.
| 632년 | 633년 | 634년 | 635년 | 636년 | 637년 | 638년 | 639년 | 640년 | 641년 | 642년 | 643년 | 644년 | 645년 | 646년 | 647년 |
| 임진  | 계사  | 갑오  | 을미  | 병신  | 정유  | 무술  | 기해  | 경자  | 기축  | 임인  | 계묘  | 갑진  | 을사  | 병오  | 정미  |

## 가계
- 부왕 : 진평왕(眞平王, 567~632년, 재위:579~632)
- 모후 : 마야부인(摩耶夫人)
  - 언니 : 천명공주(天明公主) - 태종 무열왕의 어머니이다.
- 계모 : 승만부인(僧滿夫人)
  - 자매 : 선화공주(善花公主)[14] - 《삼국유사》에만 등장하며 백제 무왕의 왕비이자 선덕여왕의 동생이다.
  - 남편 : 김인평(金仁平)
  - 남편 : 을제(乙祭)
  - 남편 : 백반(伯飯)

## 선덕여왕이 등장하는 작품
- 《원효대사》 (KBS, 1986년~1986년, 배우:서우림)
- 《삼국기》(KBS, 1992년~1993년, 배우:김혜정)
- 《점프》(EBS, 2005년~2006년, 배우:이애정,김예령)
- 《연개소문》(SBS, 2006년~2007년, 배우:이현정)
- 《선덕여왕》(MBC, 2009년, 배우:이요원,남지현)
- 《대왕의 꿈》(KBS, 2012년~2013년, 배우:홍은희,박주미,선주아)
- 《한국사기》(KBS, 2017년~2017년, 배우:안소리)

### 뮤지컬
- 《선덕여왕》(2010년)

### 영화
- 《벽루천》(2011년, 배역: 윤소이, 이주연)
- 게임 : 시드마이어의 문명6

## 같이 보기
- 황룡사 9층 목탑
- 첨성대
- 분황사
- 비담의 난
- 김유신
- 알천